# Tanyproctus ganglbaueri
Tanyproctus ganglbaueri är en skalbaggsart som beskrevs av Brenske 1897. Tanyproctus ganglbaueri ingår i släktet Tanyproctus och familjen Melolonthidae. Inga underarter finns listade i Catalogue of Life.